# Wołodymyr Antonowycz

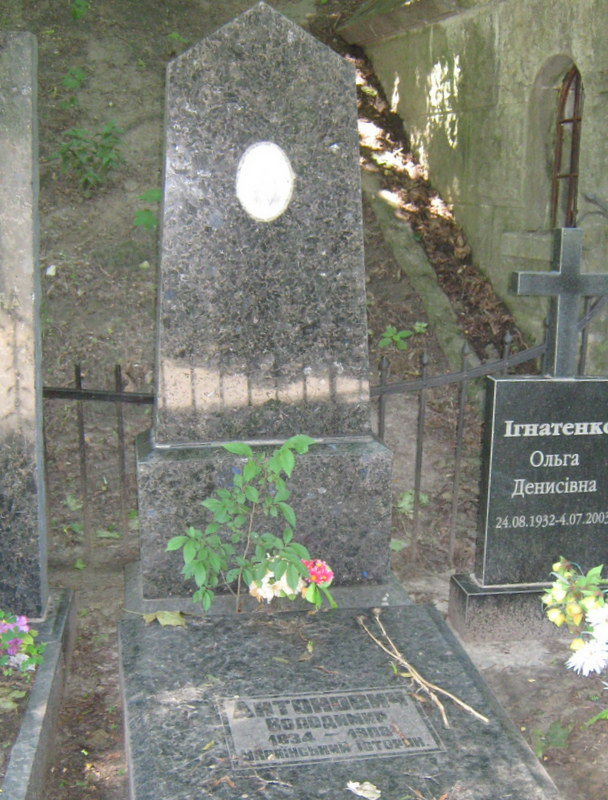
Nagrobek Wołodymyra Antonowycza na cmentarzu Bajkowa w Kijowie

Wołodymyr Antonowycz, ukr. Володимир Антонович, Włodzimierz Antonowicz (ur. 6 stycznia?/18 stycznia 1834 w Machnówce w powiecie berdyczowskim, zm. 8 marca?/21 marca 1908 w Kijowie) – ukraiński historyk, archeolog, etnograf, działacz społeczny pochodzenia polskiego, jeden z liderów ukraińskiego ruchu narodowego w Imperium Rosyjskim.

## Życiorys
Urodził się w polskiej rodzinie szlacheckiej herbu Andrault de Buy. Matka była nauczycielką. Ojciec nieznany. Mąż matki, Bonifacy Antonowicz, po którym Włodzimierz odziedziczył nazwisko, był absolwentem Liceum Krzemienieckiego, na życie zarabiał jako guwerner. W 1855 Włodzimierz ukończył studia na wydziale medycznym, a w 1860 na wydziale historyczno-filologicznym Uniwersytetu Kijowskiego.
W okresie przed powstaniem styczniowym działacz polskiego Związku Trojnickiego na Uniwersytecie Kijowskim. Był odbierany przez studentów polskich jako jeden z głównych liderów tego ruchu, mimo tego odmówił udziału w powstaniu styczniowym.
Oficjalnym zerwaniem ze szlachtą i polskością był jego artykuł „Moja spowiedź” (Moja ispowied), opublikowany w 1862 w rosyjskojęzycznym czasopiśmie ukraińskim „Osnowa”.
W 1861 przyłączył się do tzw. „chłopomanów”, dążących do zbliżenia się z ludem ukraińskim. Później żarliwy działacz ukraińskiego ruchu narodowego, był jednym z organizatorów kijowskiej Hromady. Dzięki swoim znajomościom przyczynił się do objęcia przez Mychajła Hruszewskiego katedry historii Ukrainy na Uniwersytecie Lwowskim w latach 90. XIX wieku. W latach 1863–1880 był głównym redaktorem Tymczasowej Komisji dla Przeglądu Dawnych Akt w Kijowie, od 1881 przewodniczącym Towarzystwa Historycznego Nestora-Litopisca. Profesor historii Rosji Uniwersytetu Kijowskiego od 1878, członek korespondent Rosyjskiej Akademii Nauk od 1901.
Autor ponad 300 prac i publikacji z dziedziny historii, archeologii i etnografii Ukrainy, m.in. z historii kozaczyzny. Stworzył tzw. kijowską szkołę historyków (Dmytro Bahalij, Mychajło Hruszewski, Mitrofan Downar-Zapolśkyj, Iwan Łynnyczenko).
Twórca pojęcia „wielmożni koloniści” obowiązującego w ukraińskiej historiografii na określenie polskiej szlachty na Ukrainie. Pojęcie to przejęli inni działacze ukraińscy, m.in. Wacław Lipiński.
Włodzimierz Antonowicz urodził się jako Polak-katolik, na prawosławie przeszedł w latach młodzieńczych. W późniejszych latach życia był jednym z czołowych działaczy ukraińskiego ruchu narodowego, choć prawie nie pisał w języku ukraińskim, a w mowie i we własnej twórczości naukowej posługiwał się językiem rosyjskim i polskim.
Pochowany został na cmentarzu Bajkowa w Kijowie.